# エリアス・コボー
エリアス・コボー（フランス語: Elias Cobbaut、1997年11月24日 - ）は、ベルギーのサッカー選手。パルマ・カルチョ1913所属。ポジションはDF。

## クラブ歴
トロワズィエーム・ディヴィジョン所属のKRCメヘレンで選手となった。2014年にジュピラー・プロ・リーグのKVメヘレンに移籍。
2018年にRSCアンデルレヒトに移籍。
2021年8月28日、パルマ・カルチョ1913に期限付き移籍。2022年6月4日に完全移籍となった。

## 代表歴
2019年11月、UEFA EURO 2020予選・グループIのロシア代表、キプロス代表戦のメンバーに招集された。19日に行われたキプロス代表戦で代表初出場を記録した。